# ATC-kod P01: Medel mot protozoer
ATC-kod P01: Medel mot protozoer är en del av klassificeringssystemet ATC (Anatomical Therapeutic Chemical Classification System) för läkemedel och vissa andra medicinska produkter. ATC utvecklas av WHO och består av alfanumeriska koder indelade i grupper utifrån anatomi, medicinsk funktion och läkemedelstyp på 5 olika kodnivåer. Denna sida utgör innehållet i en specifik grupp på nivå 2.

## P01A Medel motamöbiasisoch övrigaprotozosjukdomar

### P01AAHydroxikinolinderivat
P01AA01 Broxikinolin
P01AA02 Kliokinol
P01AA04 Klorkinaldol
P01AA05 Tilbrokinol
P01AA52 Kliokinol, kombinationer

### P01ABNitroimidazolderivat
P01AB01 Metronidazol
P01AB02 Tinidazol
P01AB03 Ornidazol
P01AB04 Azanidazol
P01AB05 Propenidazol
P01AB06 Nimorazol
P01AB07 Secnidazol

### P01ACDikloracetamidderivat
P01AC01 Diloxanidfuroat
P01AC02 Klefamid
P01AC03 Etofamid
P01AC04 Teklosan

### P01ARArsenikföreningar
P01AR01 Arstinol
P01AR02 Difetarson
P01AR03 Glykobiarsol
P01AR53 Glykobiarsol, kombinationer

### P01AX Övriga medel motamöbaochprotozosjukdomar
P01AX01 Kiniofon
P01AX02 Emetin
P01AX04 Fankinon
P01AX05 Mepakrin
P01AX06 Atovakvon
P01AX07 Trimetrexat
P01AX08 Tenonitrozol
P01AX09 Dihydroemetin
P01AX52 Emetin, kombinationer

## P01BMalariamedel

### P01BAAminokinoliner
P01BA01 Klorokin
P01BA02 Hydroxiklorokin
P01BA03 Primakin
P01BA05 Meflokin
P01BA06 Amodiakvin

### P01BBBiguanider
P01BB01 Proguanil
P01BB02 Cycloguanilembonat
P01BB51 Proguanil, kombinationer

### P01BCMetanolkinoliner
P01BC01 Kinin
P01BC02 Meflokin

### P01BDDiaminopyrimidiner
P01BD01 Pyrimetamin
P01BD51 Pyrimetamin, kombinationer

### P01BEArtemisininoch derivat
P01BE01 Artemisinin
P01BE02 Artemeter
P01BE03 Artesunat
P01BE04 Artemotil
P01BE05 Artenimol
P01BE52 Artemeter och lumifantrin

### P01BX Övriga malariamedel
P01BX01 Halofantrin

## P01C Medel motleishmaniasisochtrypanosomiasis

### P01CANitroimidazolderivat
P01CA02 Bensnidazol

### P01CBAntimonföreningar
P01CB01 Meglumin
P01CB02 Natriumstiboglukonat

### P01CCNitrofuranderivat
P01CC01 Nifurtimox
P01CC02 Nitrofural

### P01CDArsenikföreningar
P01CD01 Melarsoprol
P01CD02 Acetarsol

### P01CX Övriga medel mot leishmaniasis och trypanosomiasis
P01CX01 Pentamidin
P01CX02 Suraminnatrium
P01CX03 Eflornitin

### Engelska
- WHO Collaborating Centre for Drug Statistics Methodology - ATC Index
- WHO Collaborating Centre for Drug Statistics Methodology - ATCvet Index

### Svenska
- SIL online
- FASS.se - ATC
- FASS.se - Veterinär-ATC
- Sök läkemedelsfakta - Läkemedelsverket
- Socialstyrelsen : Klassifikationer
- Nationellt produktregister för läkemedel - NPL